# Caio Valério Flaco (poeta)
Caio Valério Flaco (em latim, Gaius Valerius Flaccus) (Setia?, ? - Roma?, c. 90) foi um poeta romano do século 1, que floresceu durante a "Idade de Prata" sob a dinastia flaviana, e escreveu uma Argonautica latina que deve muito a Apolônio de Rodes, épico mais famoso.

## Vida
A única menção amplamente aceita de Valério Flaco por seus contemporâneos é por Quintiliano (10.1.90), que lamenta a recente morte de "Valério Flaco" como uma grande perda; como a obra de Quintiliano foi concluída por volta de 90 d.C., isso tradicionalmente dá um limite para a morte de Valério Flaco. Estudos recentes, no entanto, apresentam uma data alternativa de cerca de 95 d.C., e definitivamente antes da morte de Domiciano em 96 d.C.
Afirma-se que ele era um membro do Colégio dos Quinze, que tinha a seu cargo os livros sibilinos, com base em uma referência em sua obra à presença de um tripé em um "lar puro" (1.5).  A suposição de que isso indica que ele próprio era um membro, no entanto, também foi contestada.
Uma menção contestada de um poeta de nome "Valério Flaco" é feita por Marcial (1.76), que se refere a um nativo de Pádua. Uma assinatura no manuscrito do Vaticano adiciona o nome Setinus Balbus, que sugere que seu titular era um nativo de Setia no Lácio, no entanto, não está claro se esta inscrição se refere a "Valério Flaco" ou outra pessoa.  A conexão deste "Valério Flaco" com Caio Valério Flaco foi contestada sob a suposição de que Marcial estava referindo-se à disputa financeira de seu amigo, e que Caio Valério Flaco era um membro do Colégio dos Quinze e, portanto, provavelmente era rico.

## Argonautica
A única obra sobrevivente de Valério Flaco, a Argonautica, foi dedicada a Vespasiano em sua partida para a Grã-Bretanha. Foi escrita durante o cerco, ou logo após a captura de Jerusalém por Tito em 70 d.C. Como se alude à erupção do Vesúvio em 79 d.C., sua composição deve tê-lo ocupado por muito tempo. A Argonautica é um poema épico provavelmente destinado a ter oito livros (embora também tenha sido proposto um total de dez ou doze livros, o último correspondendo à Eneida de Virgílio, um importante modelo poético,) escrito em hexâmetros dactilicos tradicionais, que relata a busca de Jasão pelo Tosão de Ouro.
A Argonautica foi perdida até 1411, quando os primeiros volumes 41/2 foram encontrados em St Gall em 1417 e publicados em Bolonha em 1474.
O texto do poema, tal como sobreviveu, encontra-se num estado muito corrupto; termina tão abruptamente com o pedido de Medeia para acompanhar Jasão em sua viagem de volta para casa, que é assumido pela maioria dos estudiosos modernos que nunca foi terminado. É uma imitação livre e, em partes, uma tradução da Argonautica de Apolônio de Rodes, "a quem ele é superior em arranjo, vivacidade e descrição de caráter" (Loeb Classical Library). O assunto familiar já havia sido tratado em verso latino na versão popular de Varrão Atacino. O objeto do trabalho foi descrito como a glorificação das realizações de Vespasiano em garantir o domínio romano na Grã-Bretanha e abrir o oceano para a navegação (como o Euxine foi aberto pela Argo).
 

Em 1911, os compiladores da Encyclopædia Britannica observaram:
Várias estimativas foram formadas sobre o gênio de Valério Flaco, e alguns críticos o classificaram acima de seu original, a quem ele certamente é superior em vivacidade de descrição e delineamento de caráter. Sua dicção é pura, seu estilo correto, sua versificação suave embora monótona. Por outro lado, ele é totalmente desprovido de originalidade, e sua poesia, embora livre de defeitos gritantes, é artificial e elaboradamente maçante. Seu modelo na linguagem foi Virgílio, a quem é muito inferior em gosto e lucidez. Sua exibição cansativa de aprendizado, exagero retórico e ornamentações o tornam difícil de ler, o que sem dúvida explica sua impopularidade nos tempos antigos. 
A análise mais moderna tem sido mais aceita do estilo de Valério Flaco, observando como ele se encaixa na "longa e enérgica tradição romana de apropriação dos mitos da idade de ouro e da idade do ferro" e comentando sua técnica narrativa:
Valério sofreu injustamente por ser visto como um imitador obstinado de modelos mais poderosos; sua autoconsciência e humor irônico passaram em grande parte despercebidos, embora ele tenha sido elogiado pelo equilíbrio de sua versificação e pela acuidade de sua observação. 

## Edições
Edições mais antigas
- Editio princeps, Bolonha 1474
- Giovanni Battista Pio, Bolonha 1519 (com comentário e continuação do poema: restante do livro 8, livro 9 e livro 10)
- Edição Aldine, Veneza 1523
- Louis Carrion, Antuérpia 1565 (2ª ed. 1566) (edição Plantin)
- Nicolaas Heinius, Leiden 1680 (2ª ed. Utrecht 1702 [por Pieter Burman], 3ª ed. Pádua 1720 [por Giuseppe Comino]
- Pieter Burman, Leiden 1724 (edição variorum)
- Edição bipontina, Zweibrücken 1786
- J.A. Wagner, Göttingen 1805 (com comentários)

Edições modernas
- G. Thilo, Halle 1863
- C. Schenkl, Berlim 1871
- E. Baehrens, Leipzig 1875 (Bibliotheca Teubneriana)
- P. Langen, Berlim 1896-7
- J.B. Bury, Londres 1900 (in Corpus Poetarum Latinorum de Postgate)
- C. Giarratano, Palermo 1904
- O. Kramer, Leipzig 1913 (Bibliotheca Teubneriana)
- J.H. Mozley, Londres & Cambridge, MA, 1934 (Biblioteca Clássica de Loeb)
- E. Courtney, Leipzig 1970 (Bibliotheca Teubneriana)
- W.W. Ehlers, Estugarda 1980 (Bibliotheca Teubneriana)
- G. Liberman, Paris 1997 (Coleção Budé) – Livros 1–4
- F. Caviglia, Milão 1999 (Biblioteca Universale Rizzoli [BUR])
- G. Liberman, Paris 2002 (Coleção Budé) – Livros 5–8

Traduções para o inglês
- J.H. Mozley, Londres & Cambridge, MA, 1934 (Biblioteca Clássica de Loeb)
- D.R. Slavitt, Baltimore 1999
- Michael Barich, Gambier, OH 2009

##### Tradução para o português
- Márcio Meirelles Gouvêa Júnior, Imprensa da Universidade de Coimbra, 2010[14]

## Na cultura popular
Valério Flaco aparece como um personagem recorrente na série de romances infantis Mistérios Romanos de Caroline Lawrence. Ele é marido da personagem principal, Flávia Gemina. Nas adaptações televisivas, o personagem é interpretado pelo ator britânico Ben Lloyd-Hughes.